# Dorca
Dorca is een plaats (frazione) in de Italiaanse gemeente Rimasco.